# Adriaan Kluit
Adriaan Kluit, né le 9 février 1735 à Dordrecht et mort le 12 janvier 1807 à Leyde, est un linguiste et historien néerlandais.

## Biographie
Professer à Rotterdam, à La Haye, à Alkmaar puis à Middelbourg, en 1779, il devient professeur d'histoire à l'Université de Leyde, où il restera jusqu'à sa mort. Il a été recteur de l'école latine d'Alkmaar et de Middelbourg.
Une chaire de statistique est créée pour lui en 1806.
Kluit est connu pour son Historia critica comitatus Hollandiae et Zeelandiae, publié entre 1777 et 1782 à Middelbourg et son Historie der Hollandsche Staatsregering tot 1795 (Histoire du gouvernement de l'État néerlandais jusqu'en 1795), publiée entre 1802 et 1805. Dans ce dernier ouvrage, il examine les origines des États de Hollande et leur position depuis le Moyen Âge jusqu'en 1795 – il conclut que les États n'étaient pas souverains, mais que son landsheer (seigneur) l'était.

## Publications
- Conspectus historiae criticae Comitatus Hollandiae et Zeelandiae (Utrecht 1773).
- Historia critica Comitatus Hollandiae et Zelandiae, sistens Chronicon Hollandiae vetustissimi anonymi monachi Egmondani, cum notis Matthaei, Douzae aliorumque nec non perpetuo editoris comment. illustratum. Accedit Codex diplomaticus et probationes, 2 vols. (Middelburg 1777–1784); (Vol. 1); (Vol. 2).
- Inwijingsrede over 't recht 't welk de Nederlanders gehad hebben om hunnen wettigen vorst en Heer Philips, koning van Spanje, af te zweren, uit het Latijn, Leyde, 1779.(Online)
- Primae lineae collegii diplomatico-historico-politici sistentes vetus jus publicum Belgicum, historice enarratum et ex antiquis monumentis et veteris aevi diplomatibus illustratum, Leyde, 1780 (Online)
- Academische redevoering over het Misbruik van het algemeen Staatsrecht, of over de nadelen en onheilen, die uit het misbruik in de beoefeninge voor alle burgermaatschappijen te wachten zijn, Leyde, 1784/1787.
- De Souvereiniteit der Staten van Holland verdedigd tegen de hedendaagsche leer der volksregering, voornamelijk tegen het geschrift: Grondwettige herstelling van Nederlands Staatswezen, Leyde, 1785/1788.
- Historiae foederum Belgii Foederati primae lineae, 3 vols., Leyde, 1790–1791 (Vol. 1); (Vol. 2); (Vol. 3)
- Index chronologicus sive Prodomus ad primas lineas historiae federum Belgii Federati, Leyde, 1790 (Online).
- De Rechten van den mensch in Frankrijk geen gewaande Rechten in Nederland, Amsterdam, 1793 (Online).
- Iets over den laatsten Engelschen oorlog met de republiek, en over Nederlands Koophandel, Amsterdam, 1794 (Online).
- Historie der Hollandsche Staatsregeling tot aan het jaar 1795, met Bijlagen, 5 vols., Amsterdam 1802–1805 (Vol. 1); (Vol. 2); (Vol. 3); (Vol. 4); (Vol. 5).